# Shorty (Mondkrater)
Shorty ist ein Krater auf dem Mond der Erde, er ist ein wahrscheinlich vulkanischer Krater im Taurus-Littrow-Tal. Die beiden Astronauten Eugene Cernan und Harrison Schmitt besuchten ihn 1972 im Zuge der Apollo-17-Mission. Es ist die Lage des berühmten orangen Bodens.

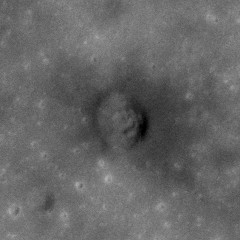
Panorama-Kamera-Bild der Apollo 17
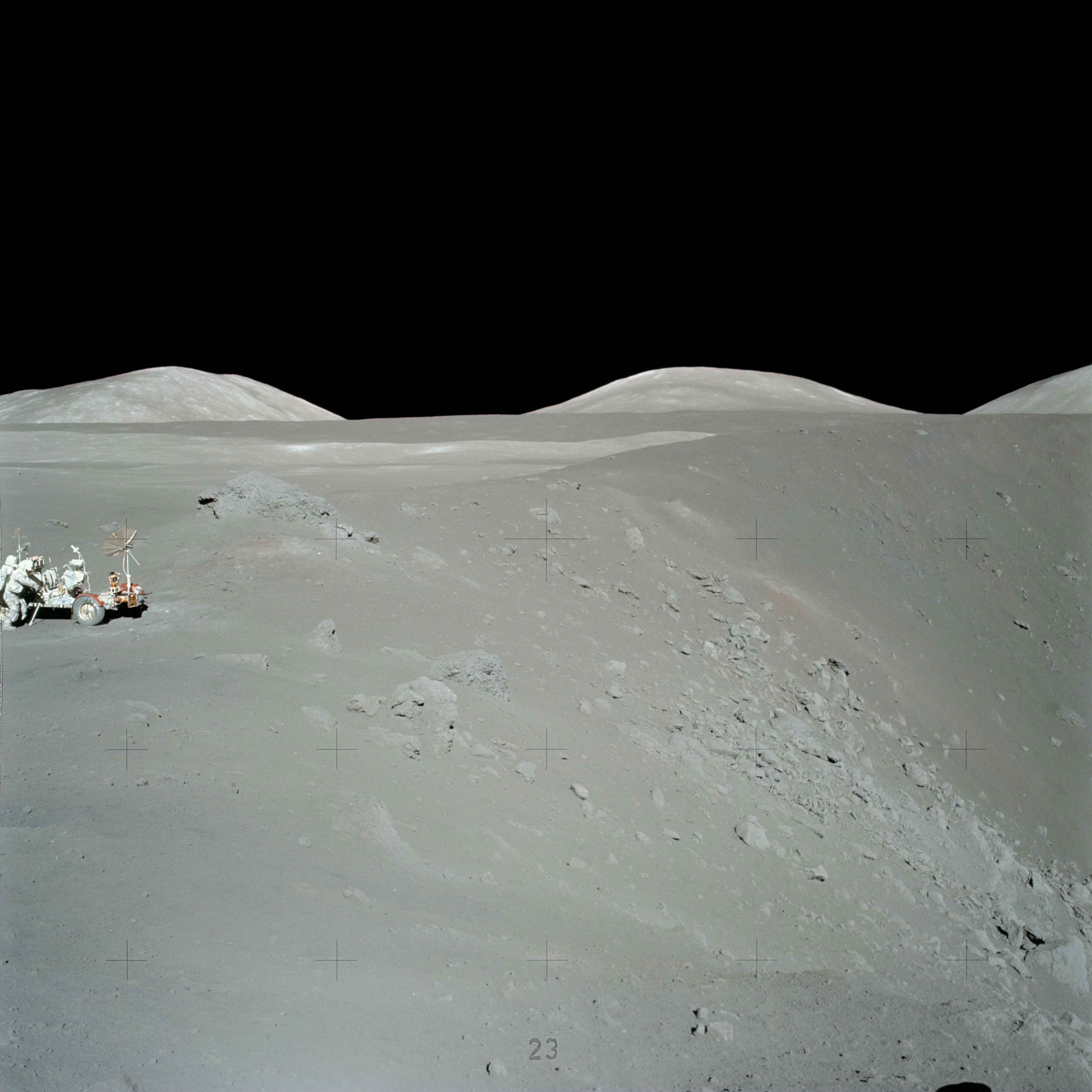
Erkundung des Shorty-Kraters während der Apollo-17-Mission auf den Mond. Der orange Boden fand sich rechts vom Rover, am Fuße des kleinen Hügels am Kraterrand.
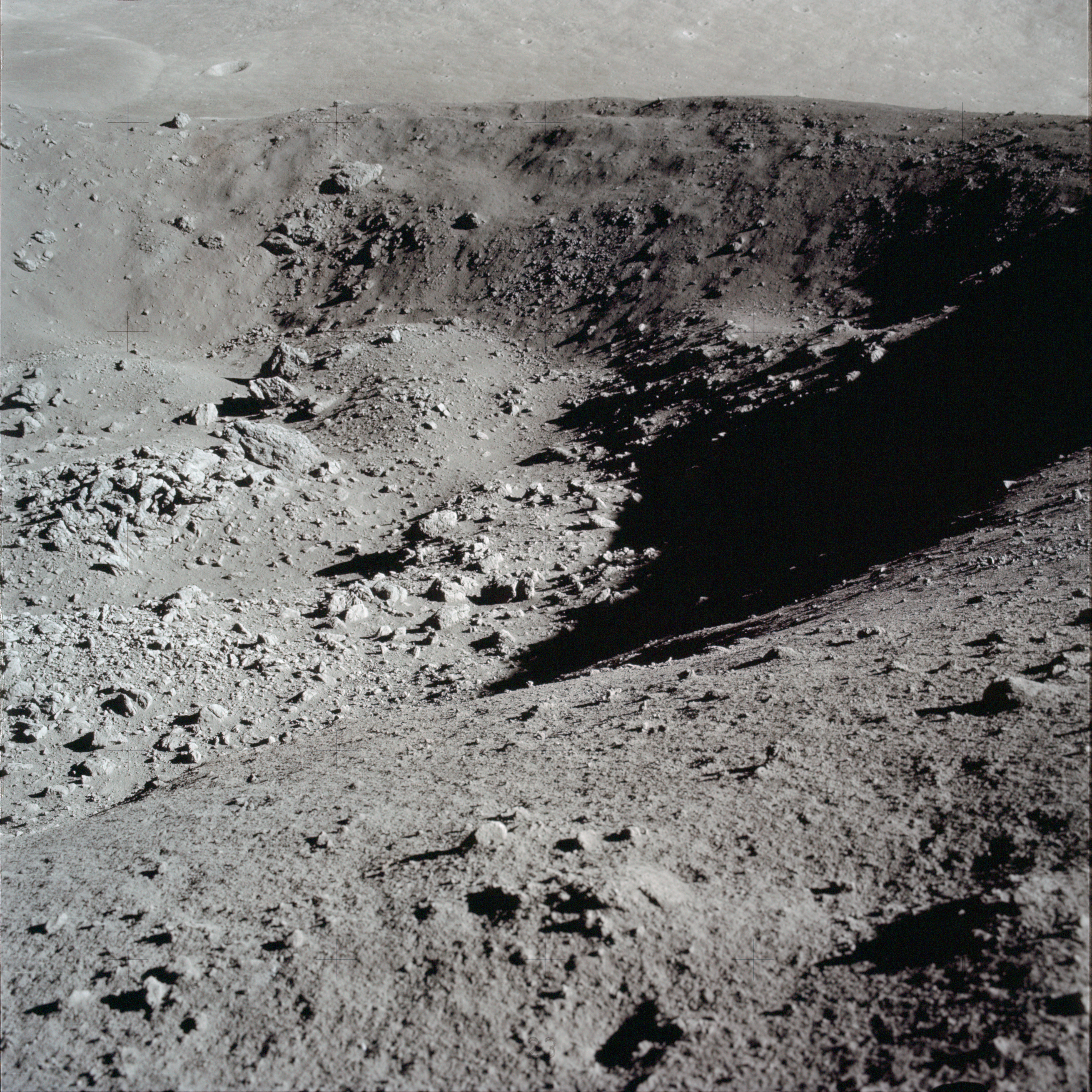
Ansicht auf den Shorty-Krater.
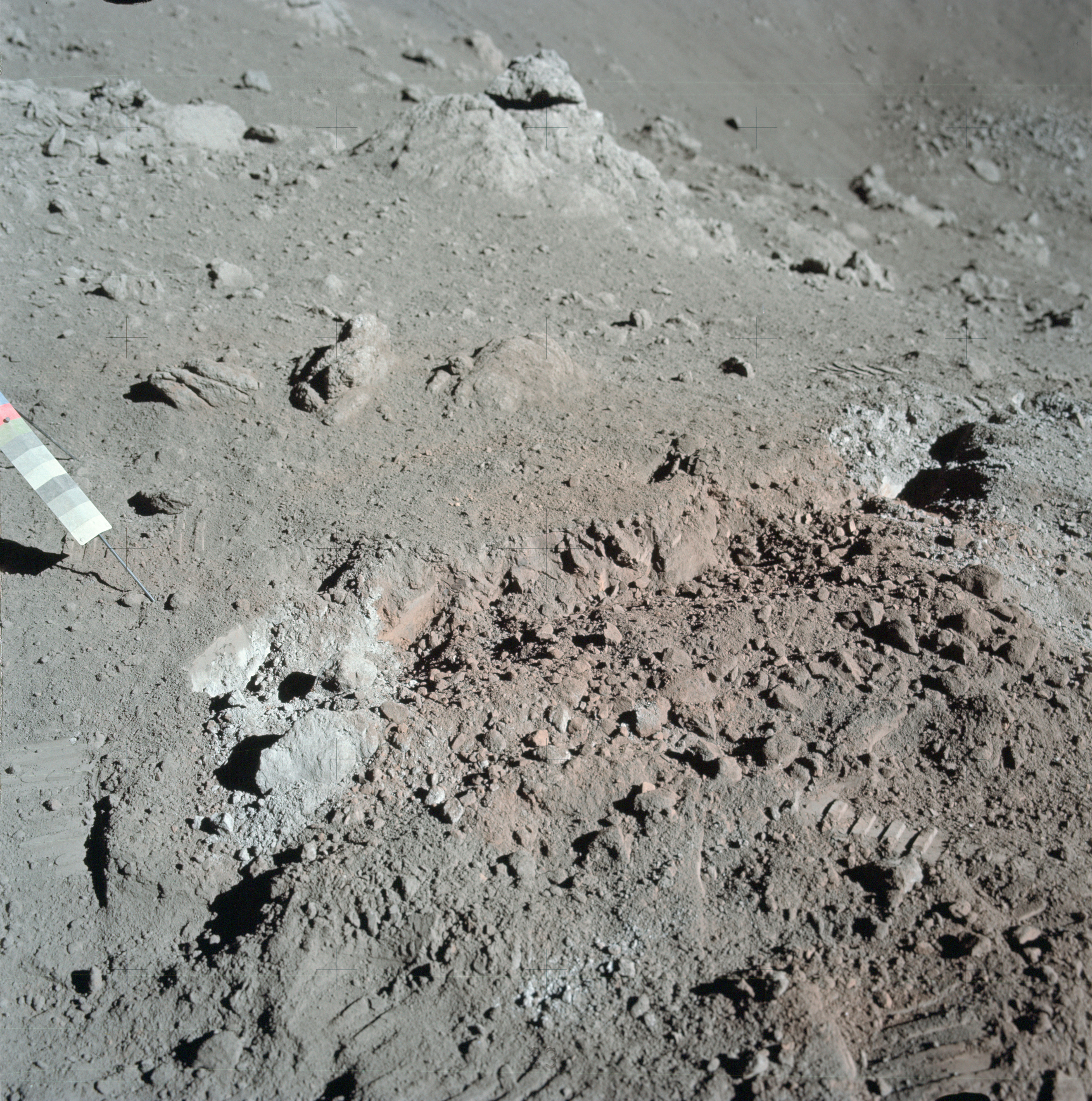
Oranger Boden direkt neben Shorty, der aus titanreichem pyroklastischem Glas besteht